# Рёдер, Иоганнес
Иоганнес Рёдер (нем. Johannes Röder; 25 декабря 1903 — 24 декабря 1944) — немецкий дирижёр и органист.
На протяжении девяти лет пел в Дрезденском Кройцхоре, затем учился игре на органе у Карла Штраубе.
В 1930 году занял место органиста Церкви Святого Николая во Фленсбурге. Затем возглавил также хоровое общество «Эвтерпа», переименованное им во Фленсбургский ораториальный хор (нем. Flensburger Oratorienchor), и основал более профессиональный камерный хоровой коллектив «Мотетный хор» (нем. Motettenchor). В 1932 году получил известность за пределами города, организовав крупный фестиваль музыки Генриха Шютца (второй в истории после прошедшего в 1930 году в Берлине), в 1933—1934 гг. организовал во Фленсбурге Год Генриха Шютца. После прихода к власти нацистов в 1933 году занял должность городского музикдиректора и возглавил Фленсбургский городской оркестр, который был переименован в Оркестр Приграничья.
В 1937 году возглавил оркестр Гамбургской имперской радиостанции. В 1940 году добровольно поступил на армейскую службу, чтобы давать концерты в действующей армии. В 1942 году был отозван на должность директора Ганноверской земельной школы музыки, реорганизуемой на основе городской консерватории; под руководством Рёдера школа приняла студентов в 1943 году, 30 мая под управлением Рёдера состоялся торжественный концерт. Рёдер также основал в Ганновере камерный оркестр. Уже на следующий год школа закрылась из-за военных действий. В октябре 1944 года Рёдер ушёл на фронт и в конце года погиб в Бельгии.
Был женат на дочери барона Родриго фон Бистрама, публициста-националиста из балтийских немцев, Дине Ольге Рите (с 1939 г.).